# نعش‌کش خالی
نعش‌کش خالی (انگلیسی: The Empty Hearse) اولین قسمت از فصل سوم مجموعه تلویزیونی شرلوک می‌باشد.